# Andrew P. Dobson
|  | Dieser Artikel wurde aufgrund von formalen oder inhaltlichen Mängeln in der Qualitätssicherung Biologie zur Verbesserung eingetragen. Dies geschieht, um die Qualität der Biologie-Artikel auf ein akzeptables Niveau zu bringen. Bitte hilf mit, diesen Artikel zu verbessern! Artikel, die nicht signifikant verbessert werden, können gegebenenfalls gelöscht werden. Lies dazu auch die näheren Informationen in den Mindestanforderungen an Biologie-Artikel. |

Andrew Peter Dobson (* 1954) ist ein US-amerikanischer Naturschutzbiologe. Er ist Professor für Ökologie und Evolutionsbiologie an der Princeton University. Zudem ist er Mitglied der Woodrow Wilson School of Public Policy in Princeton.

## Leben
Dobson studierte von 1973 bis 1976 am Department of Pure and Applied Biology des Imperial College der London University und legte seinen Bachelor in „Zoology and Applied Entomology“ ab. 1983 kam er nach Princeton und wurde 1986 dort Assistenz Professor, 1996 Associate Professor und 2001 Professor.

## Forschungsschwerpunkte
Andrew Dobson beschäftigt sich mit der Anwendung und Überprüfung von Erkenntnissen der theoretischen Ökologie in der praktischen Naturschutzbiologie. Seit 2001 arbeitete er über die Ausbreitung und Kontrolle von Infektionskrankheiten in natürlichen Habitaten.
Dobson beschäftigte sich mit der Populationsdynamik bei Vögeln und Säugetieren sowie bei Parasiten und ihren Wirten.

## Schriften

### Bücher
- Dobson (1997): Biologische Vielfalt und Naturschutz: der riskierte Reichtum. Heidelberg, Berlin, Oxford: Spektrum, Akademischer Verlag.

### Aufsätze (Auswahl)
- Dobson; Lafferty, K. D., Kuris, A. M., Hechinger, R. F. & Jetz, W. (2008): Homage to Linnaeus: How many parasites? How many hosts? PNAS 105, 11482–11489.
- Dobson; Lynes, L. (2008): How does poaching affect the size of National Parks? Trends in Ecology and Evolution 23, 177–180.
- Dobson; Lembo, T., Hampson, K., Haydon, D. T., Craft, M., Dushoff, J., Eblate, E., Hoare, R., Kaare, M., Mlengeya, T., Mentzel, C., Packer, C. & Cleaveland, S. (2008): Exploring reservoir dynamics: a case study of rabies in the Serengeti ecosystem. Journal of Applied Ecology 45, 1246–1257.